# 高橋進太郎
高橋 進太郎（たかはし しんたろう、1902年12月18日 - 1984年6月5日）は、戦後昭和期の日本の政治家。参議院議員（3期）、行政管理庁長官（第20代）、宮城県知事（公選第7代）。

## 来歴
1902年（明治35年）生まれ、現白石市出身。1928年（昭和3年）、東北帝国大学（現・東北大学）法文学部を卒業した。高等文官試験に合格し、1936年（昭和11年）からはパラオ諸島コロールにあった南洋庁において、拓殖部長として南洋諸島の行政に関わった。拓務省企画課長、大東亜省行政課長などを歴任。
南洋諸島では1943年（昭和18年）12月から日本本土への帰還が始まり、海外移住組合連合会がそれを担っていたが、1944年（昭和19年）2月17日、18日のトラック島空襲や3月30日、31日のパラオ大空襲を受けて、同年4月に大東亜省が「財団法人南洋群島共助義会」を設立し、帰還を担当させた。高橋は同会の第2代会長に就任。1945年（昭和20年）の終戦後は引き揚げが国の事業となり、南洋諸島からは1946年（昭和21年）前半に終了した。
1947年（昭和22年）4月、南洋群島共助義会会長を辞任し、戦後占領期に実現された公選による初代宮城県知事千葉三郎の下、副知事（初代）に就任した。
1950年（昭和25年）、自由党公認で第2回参議院議員通常選挙に立候補して初当選。その後、3期にわたって参議院議員を務め、法務政務次官、参議院議院運営委員長を歴任したほか、1960年（昭和35年）に組閣された第1次池田内閣では、行政管理庁長官として入閣した。国会では、引揚者給付金等支給法（1957年制定）の対象に、戦中の南洋諸島からの帰還者が含まれるよう精力的に活動した｡
1965年（昭和40年）、当時の宮城県知事三浦義男の急逝に伴う宮城県知事選挙に立候補して当選、宮城県知事を1期務めた。在任中には、前知事時代に指定された新産業都市「仙台湾地区」に着手したほか、三菱地所による「泉パークタウン」、「鬼首リゾート」などの大規模開発を支援した。
1973年（昭和48年）春の叙勲で勲一等瑞宝章受章（勲四等からの昇叙）。
1984年6月5日死去、81歳。死没日をもって従四位から従三位に叙される。

## その他
- パラオから引き揚げてきた東北・北海道出身者[7]に対し、高橋は自身の出身地に近い蔵王連峰東麓の宮城県刈田郡円田村（1955年に同郡宮村と合併して蔵王町となった）を入植先として斡旋し、1946年（昭和21年）春から同地の開拓が始まった[2][8]。同地はパラオに因み、高橋により「北原尾」と命名された[2]。

＊ 無料公開マンガふるさとの偉人「北のパラオ 絆をつくった人々」　発行宮城県蔵王町教育員会 2022年4月